# Валторна
Валто́рна (від нім. Waldhorn — «лісовий ріг») — мундштучний музичний інструмент сімейства мідних духових. Це скручена, подібно до равликової мушлі, мідна трубка з довжиною до п'яти метрів з сильно розширеним розтрубом. З'явилася наприкінці XVII століття.
Тривалий час валторна була натуральним інструментом, тобто на валторні можна було виконати лише звуки, що належать до натурального звукоряду, вибудованому від основної ноти. Тому в епоху пізнього бароко, класицизму і раннього романтизму, були поширені валторни найрізноманітніших строїв, які застосовувалися залежно від тональності, у якій був написаний той чи інший твір, (концерти для валторни Й. Гайдна, В. А. Моцарта, К. М. Вебера та ін.).
Вентильна валторна входить в музичну практику лише в 30-х роках XIX століття. За допомогою вентильного механізму, музикант може скеровувати повітря через ту чи іншу крону інструмента. Тим самим об'єм вібруючого повітря збільшується, а висота звуку — знижується. У сучасній конструкції валторни використовують три вентилі, для пониження звуку на півтону тон та на півтора тону. У багатьох конструкціях існує також квартвентиль (т. зв. подвійна валторна), що підвищує її звукоряд на кварту.
Серед мідних духових валторна відрізняється складністю опанування та м'якістю тембру. Звук може приглушуватись за допомогою сурдини. Валторна має діапазон звучання від {\displaystyle H_{1}} до {\displaystyle f^{2}}
(на подвійних валторнах — від {\displaystyle E_{1}}).
Валторна — транспонуючий інструмент строю F.
У сучасній практиці існує дві традиції нотації партії валторни :
- класична, за якою ноти, написані в скрипковому ключі звучать квінтою нижче, а ноти, написані в басовому ключі —  квартою вище від написаного.
- Сучасна, за якою ноти, написані як в скрипковому, так і в басовому ключах, звучать квінтою нижче від написаного.

У партитурі для симфонічного оркестру партії валторн розміщені після фаготів,перед партіями труб та тромбонів.

## Різновиди
- Віденьська валторна
- Дискант
- Бас валторна

## Цікаві факти
У Книзі рекордів Гіннеса 1977 року валторна згадана разом з гобоєм як найскладніший для опанування оркестровий інструмент.

## Українські валторністи
- Антонів Володимир Спиридонович
- Бондарчук Володимир Іванович
- Зельдич Леонід Володимирович
- Кирпань Андрій Євтихійович
- Пилипчак Василь Григорович
- Юрченко Микола Якович
- Кравчук Микола Миколайович